# Уэстмакотт, Питер
Питер Уэстмакотт (англ. Peter John Westmacott; р. 1950 года, Сомерсет) — британский дипломат.

## Биография
Образование получил в оксфордском Нью-колледже.
На дипломатической службе с 1972 года.
В 1990—1993 годах заместитель приватного секретаря принца Уэльского.
В 1993—1997 годах советник по политическим и общественным делам Посольства в Вашингтоне.
Затем работал в Форин-офис директором по Америке.
C 2000 года заместитель заместителя министра иностранных дел Великобритании.
В 2002—2006 годах посол Великобритании в Турции.
С 2007 года посол Великобритании во Франции.
С 2012—2015 года посол Великобритании в США.

## Высказывания
Назвал В. Путина убийцей и лжецом.

## Награды
- Рыцарь-командор Ордена Святого Михаила и Святого Георгия (2003).
- Лейтенант Королевского Викторианского ордена (1993 год).
- Командор Ордена Почётного легиона (2008).

## Семья
С 2001 года женат на Сьюзи Немази, сестре Хассана Немази (en:Hassan Nemazee). Четверо детей.